# RS-325
Pour les articles homonymes, voir Route 325.
La RS 325 est une route locale du Nord-Ouest de l'État du Rio Grande do Sul qui relie la RS-323, dans la municipalité de Pinhal, à la BR-386, dans la commune de Palmeira das Missões. Elle dessert Pinhal, Novo Tiradentes, Cerro Grande, Lajeado do Bugre et Palmeira das Missões, et est longue de 30,440 km. Elle est en cours de construction[Quand ?].